# Martin Spangberg
Martin Petersen Spangberg, auch Morten Pedersen Spangsberg (auch Spanberg, russisch Мартын Петрович Шпанберг, Martyn Petrowitsch Schpanberg; * 31. Dezember 1696 in Strandby, Jerne Sogn, Dänemark; † 26. September 1761 in Kronstadt, Russisches Kaiserreich) war ein dänischer Entdeckungsreisender in russischen Diensten. Er fand den Seeweg vom russischen Fernen Osten nach Japan.

## Leben
Spangberg trat 1720 in die Kaiserlich Russische Marine ein. Einige Jahre tat er Dienst auf der Ostsee, bevor er 1725 im Rang eines Leutnants unter der Leitung seines Landsmanns Vitus Bering als dessen Stellvertreter an der Ersten Kamtschatkaexpedition teilnahm. Dabei zeichnete er sich so aus, dass er anschließend zum Kapitän dritten Grades befördert wurde.
Als Bering mit der Zweiten Kamtschatkaexpedition (auch Große Nordische Expedition genannt) beauftragt wurde, wurde Spangberg ihm erneut als Stellvertreter beigeordnet. Dieser leitete die pazifische Abteilung, dessen Auftrag es war, einen Seeweg von Kamtschatka zur Mündung des Amur und weiter nach Japan zu finden, um direkte Handelsbeziehungen zwischen Russland und Japan zu ermöglichen. Spangberg reiste 1734 nach Ochotsk und beaufsichtigte den Bau zweier Expeditionsschiffe, der Brigantine Archangel Michail und der Schaluppe Nadeshda, die dann Alexius Scheltinga kommandierte. Gemeinsam mit der von der Ersten Kamtschatkaexpedition stammenden Sankt Gawriil, die zwischenzeitlich der Schestakow-Expedition gedient hatte, verfügte er damit über drei Schiffe, als er 1738 in Ochotsk die Anker lichtete. Er fuhr zunächst nach Bolscheretsk auf Kamtschatka und segelte dann allein mit der Sankt Gawriil zu den Kurilen, von denen er zahlreiche kartierte, bevor er zur Überwinterung nach Kamtschatka zurückkehrte. 1739 fand er den Weg nach Honshū, kartierte die Ostküste Hokkaidōs und kehrte über Kamtschatka nach Ochotsk zurück. Nach dieser großen Leistung schickte ihn Bering zum Rapport nach Sankt Petersburg, wo man seinen Bericht jedoch anzweifelte und ihn aufforderte, die Reise zu wiederholen. So machte er sich 1742 mit seinem Kartografen Michail Newodtschikow erneut auf den Weg, war diesmal aber nicht erfolgreich. Immerhin erreichte eines seiner Schiffe Sachalin. An dieser Fahrt nahmen auch Wassili Chmetewski und Wassili Rtischtschew teil.
Nach dem Tod Berings reiste Spangberg 1745 eigenmächtig nach Sankt Petersburg zurück. Er wurde vor Gericht gestellt und zum Tode verurteilt, dann aber begnadigt und lediglich zum Leutnant degradiert. Als er vor Archangelsk Schiffbruch erlitt, wurde er erneut vor Gericht gestellt, aber freigesprochen. Er diente bis zu seinem Tod im Jahr 1761 in der Baltischen Flotte.
Nach Spangberg sind eine Insel, ein Berg auf Sachalin, zwei Kaps und eine Meerenge benannt.

## Familiäres
Martin Spangberg war verheiratet. Mit seiner Frau Marija Andrejewna hatte er die Kinder Andrei (1722–1756) und Anna († vor 1761).